# Bellinzona (distrikt)
Distretto di Bellinzona är ett av de åtta distrikten i kantonen Ticino i Schweiz. 

## Indelning
Distriktet består av tre kretsar (circoli) som i sin tur delas in i sex kommuner. Till distriktet hör också ett kommungemensamt område, Comunanza Cadenazzo/Monteceneri.
Kretsar:
- Arbedo-Castione
- Bellinzona
- Sant’Antonino

Kommuner:
| Vapen           | Namn            | Invånare 2023-12-31 | Yta i km² | Krets           |
| --------------- | --------------- | ------------------- | --------- | --------------- |
| Arbedo-Castione | Arbedo-Castione | 5 108               | 21,39     | Arbedo-Castione |
| Lumino          | Lumino          | 1 614               | 10,09     | Arbedo-Castione |
| Bellinzona      | Bellinzona      | 44 743              | 167,10    | Bellinzona      |
| Cadenazzo       | Cadenazzo       | 3 111               | 8,38      | Sant’Antonino   |
| Isone           | Isone           | 394                 | 12,83     | Sant’Antonino   |
| Sant’Antonino   | Sant’Antonino   | 2 646               | 6,55      | Sant’Antonino   |

Samtliga kommuner i distriktet är italienskspråkiga.